# Ken Caves
Kenneth John „Ken“ Caves (* 4. November 1926 in Brisbane; † 31. Juli 1974 ebenda) war ein australischer Radrennfahrer.

## Sportliche Laufbahn
Caves war im Straßenradsport und im Bahnradsport aktiv. 1948 startete er bei den Olympischen Sommerspielen in London. Im olympischen Straßenrennen kam er nicht ins Ziel. Das australische Team mit Jack Hoobin, Ken Caves, Russell Mockridge und Jim Nestor kam nicht in die Mannschaftswertung.
Er war auch Teilnehmer der Olympischen Sommerspiele 1952 in Helsinki. Im olympischen Straßenrennen schied er beim Sieg von André Noyelle aus. Das australische Team mit Peter Pryor, Jim Nevin, Ken Caves und Peter Nelson kam nicht in die Mannschaftswertung. In der Mannschaftsverfolgung schied der Vierer mit Peter Pryor, Jim Nevin, Ken Caves und Peter Nelson in der Vorrunde (17. Platz) aus.
Im Punktefahren der Commonwealth Games 1950 wurde er Dritter.